# Trachyrincus longirostris
Trachyrincus longirostris es una especie de pez de la familia Macrouridae en el orden de los Gadiformes.

## Morfología
• Los machos pueden llegar alcanzar los 60 cm de longitud total.

## Hábitat
Es un pez marino y de aguas profundas.

## Distribución geográfica
Se encuentra al este de Australia (desde Nueva Gales del Sur hasta  Victoria) y, también, en Nueva Zelanda